# Friends (canção de Led Zeppelin)
"Friends" é uma canção da banda britânica de rock Led Zeppelin. Lançada em seu terceiro álbum de estúdio Led Zeppelin III, em 5 de outubro de 1970. Jimmy Page e Robert Plant escreveram a canção em 1970, em Bron-Yr-Aur, uma pequena cabana no País de Gales, onde ficou completa depois de uma cansativa turnê dos Estados Unidos.

## Faixas e lista
1970 7" single (Polônia: Prasniewska N-370)
- A.  "Friends" (Page, Plant) 3:54
- B.  "Celebration Day" (Jones, Page, Plant) 3:29

1970 7" EP (Brasil: Rock Espetacular RG 03)
- A1. "Friends" (Page, Plant) 3:54
- A2. "Celebration Day" (Jones, Page, Plant) 3:29
- B.  "Since I've Been Loving You" (Jones, Page, Plant) 7:23

## Créditos
- Robert Plant - vocal, Harmónica
- Jimmy Page - guitarra
- John Paul Jones - baixo elétrico
- John Bonham - percussão